# Аджиев, Багаутдин Анварович
Багаутдин Анварович Аджиев (21 февраля 1950, Махачкала, Дагестанская АССР, СССР) — кумыкский поэт. Народный поэт Дагестана (2017).
Багаутдин Аджиев родился в 1950 году в городе Махачкала Дагестанской АССР в семье народного поэта Дагестана Анвара Аджиева. Окончил Даггосуниверситет.
Работал помощником режиссера на телевидении, учителем, директором школы №19, заведующим литературной частью Кумыкского музыкально-драматического театра им. А-П. Салаватова, заведующим Бюро пропаганды художественной литературы Союза писателей Дагестана, секретарем Союза писателей Дагестана, руководителем секции кумыкских писателей.
В 1978 году вышел первый сборник стихов Аджиева — «Ивовая свирель». 

## Награды
- Народный поэт Дагестана (2017).

## Семья
Отец, Анвар Аджиев - народный поэт Дагестана.